# Schneckenhübeli
Schneckenhübeli (auch Schneckenbühl, Schnägg) ist eine 590,7 m ü. M. hohe Erhebung und ein Aussichtspunkt in der Stadt Bern in der Schweiz. Auf den kleinen Hügel im Bezirk Schosshalde, Quartier Schosshaldenwald/Friedhof, führt der spiralförmige Weg Luft-Station.

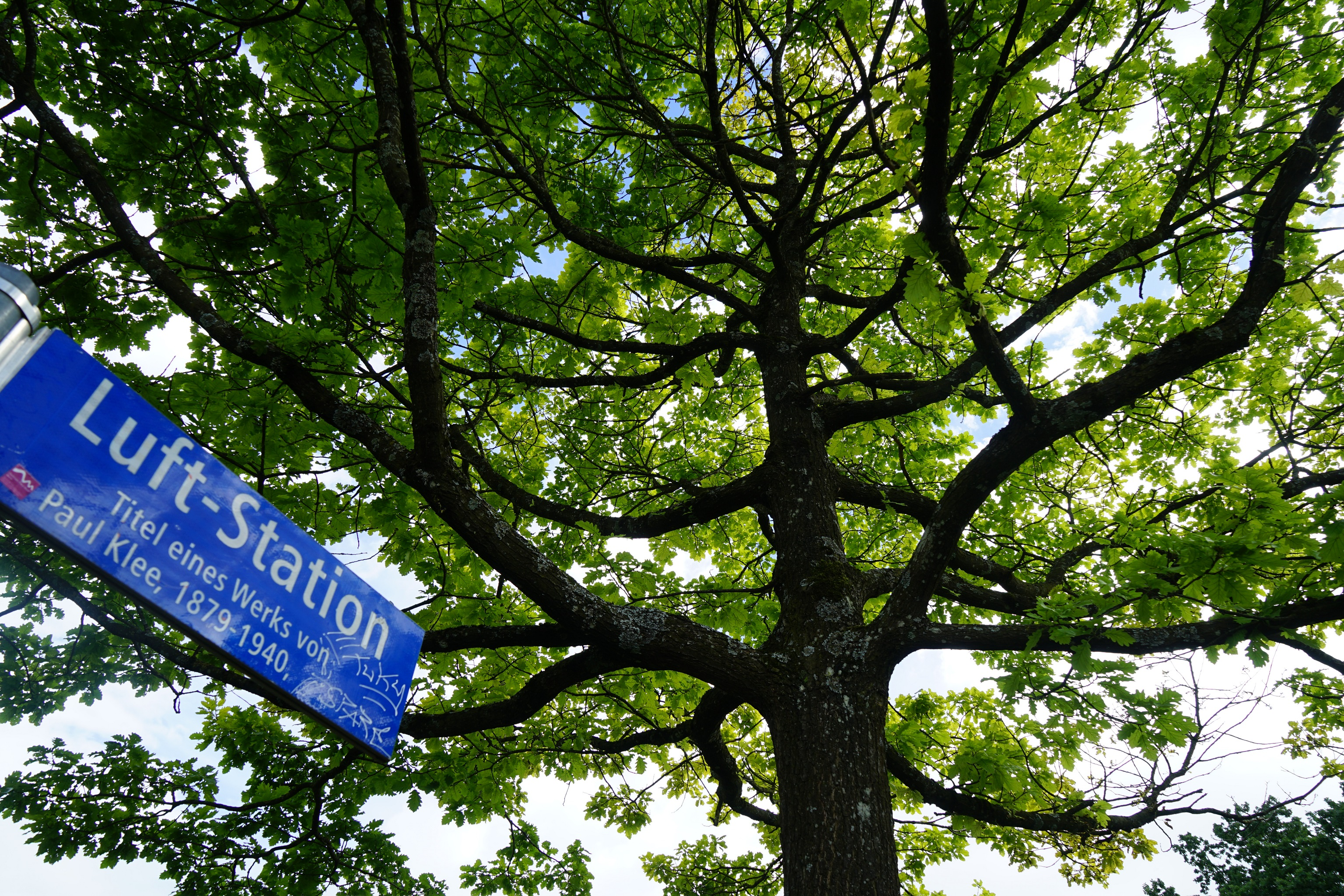
Strassenschild Luft-Station auf der Anhöhe

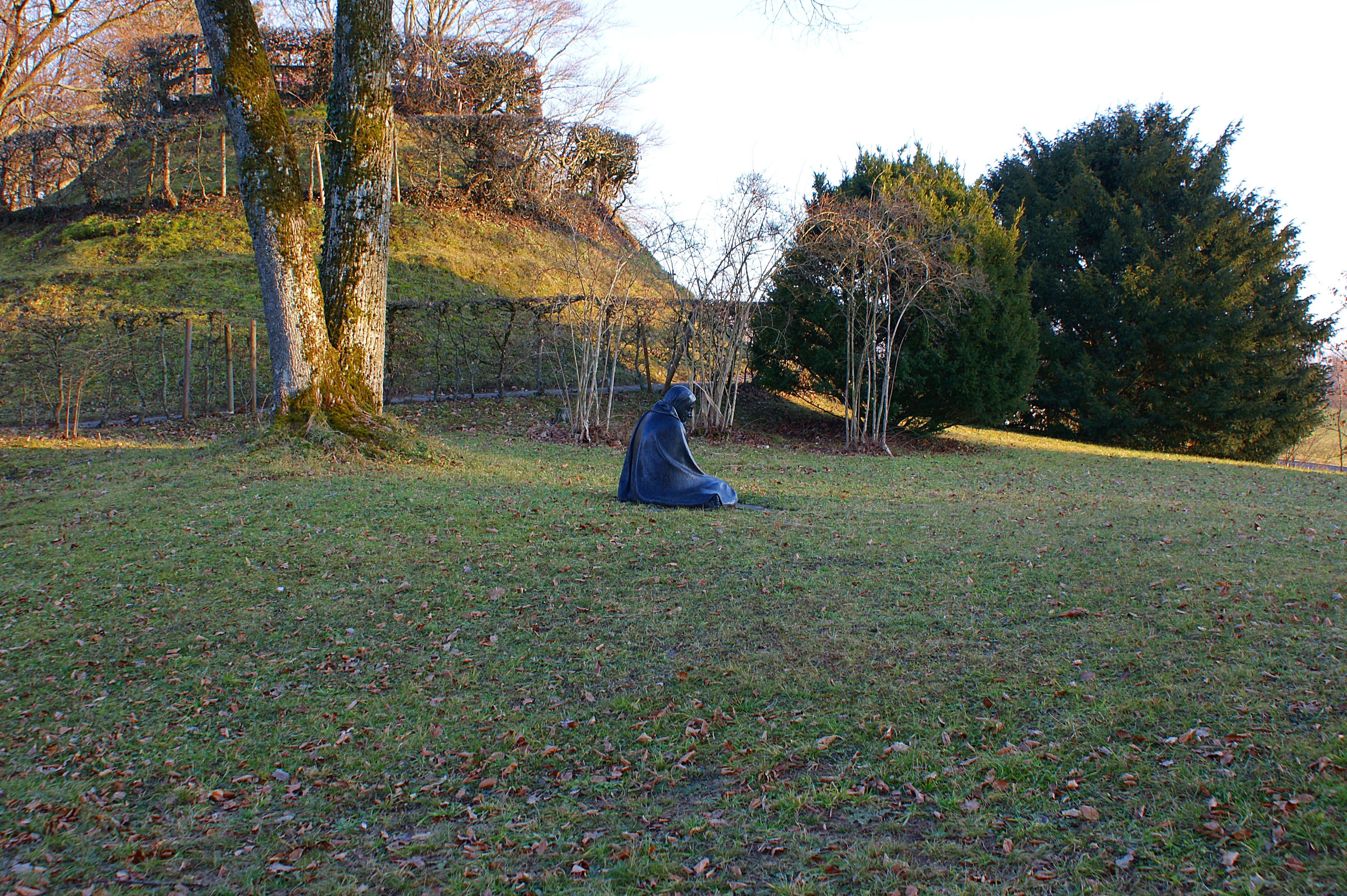
«Muse II» und die Anhöhe im Spätherbst

Der Hügel wurde etwa 9 bis 10 Meter hoch aufgeschüttet. Er wurde nach 1797 und vor 1904 errichtet. Die Erhebung liegt am Südrand des Schosshaldenfriedhofs und ist von diesem nur durch eine Hecke abgegrenzt. Das Grab des Künstlers Paul Klee liegt im Osten am Fuss des Hügels. Im Süden leitet der Weg Feld-rhÿthmen zum Zentrum Paul Klee. Der Weg Luft-Station führt linksdrehend in einer Spirale auf die Anhöhe. Er wurde am 22. August 2001 vom Gemeinderat nach einem Werk von Paul Klee benannt. Der in einem Verwaltungsbericht als Lindenhubel zum Schneggenbühl bezeichnete Hügel wurde seit 1940 auch Otto-von-Greyerz-Hubel genannt. Ein Gedenkstein für den Sprachwissenschaftler und Dichter wurde im selben Jahr gesetzt. Westlich der Erhebung ist eine Abformung der Bronzeplastik «Muse II» der Berner Bildhauerin Bettina Eichin (2001) aufgestellt.
Die Aussicht geht vom Zentrum Paul Klee und den Bergen der Alpenkette im Süden, über den Friedhof und den Bezirk Beundenfeld im Norden. 
Das namensgebende Werk Luft-Station legte Klee 1926 als Federzeichnung und Aquarell auf Papier auf Karton an (30,5 × 45,5 cm, Zentrum Paul Klee).

## Belege
1. ↑  Berchtold Weber: Schneckenhübeli. In: Historisch-Topographisches Lexikon der Stadt Bern. Bern 2016.
2. ↑  Stadtgrün Bern: 15. Schnägg. Der Hügel mit den vielen Namen. In: Der Schosshaldenfriedhof. Ein Spaziergang mit Geschichten. Bern 2017. S. 41.
3. ↑  museumsfernsehen.de: paul & ich. Spaziergang «Luft-Station». Mit Video, vom 20. Mai 2020; abgerufen am 10. Juli 2024.